# In dem großen Augenblick
In dem großen Augenblick (titolo alternativo Im grossen Augenblick) è un cortometraggio muto del 1911 diretto da Urban Gad e interpretato da Asta Nielsen.

## Trama
Il proprietario terriero Bergmann e sua moglie assumono Annie come domestica, Quando, però, la ragazza viene messa incinta da un parente del padrone, la licenziano. Solo Johann, il cocchiere, cerca di aiutarla. Il bambino cresce senza la madre presso i Bergmann. Alcuni anni dopo, Johann aiuta Annie a rapirlo. Ma, scoperto, viene condannato e incarcerato. Scontata la pena, il cocchiere si vendica incendiando la tenuta. Annie, che cerca di salvare il figlio, resta uccisa.

## Produzione
Il film fu prodotto dalla Deutsche Bioscop GmbH per Projektions-AG Union (PAGU)

## Distribuzione
Il film ha il visto di censura datato 11 agosto 1911 e fu vietato ai minori.
Distribuito dalla Projektions-AG Union (PAGU), fu presentato in prima a Berlino il 28 agosto 1911. Uscì in sala in Danimarca il 2 novembre 1911 con il titolo Det store øjeblik. Negli Stati Uniti, fu distribuito dalla G.W. Bradenburgh nel 1912 con il titolo The Great Moment.